# 2006 na literatura

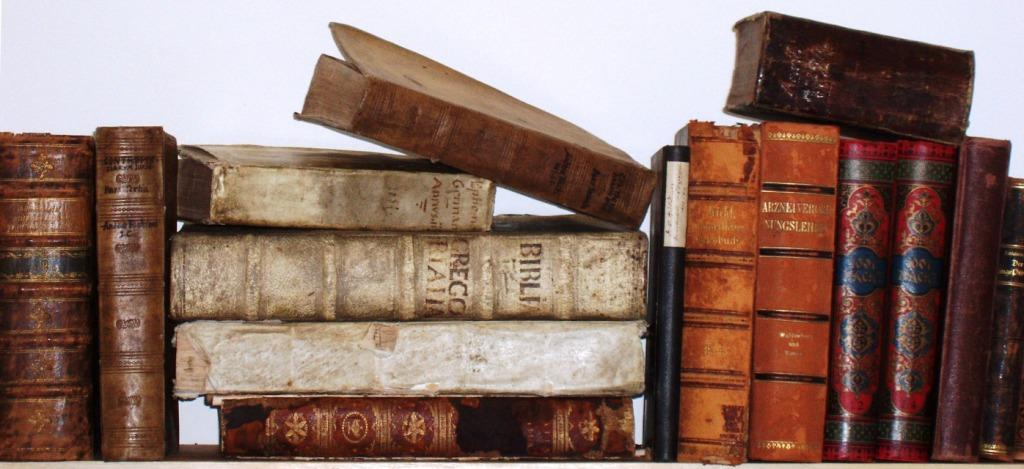
Os livros são muitos importantes no papel da literatura.

## Eventos
- 20 de Março - Inauguração do Museu da Língua Portuguesa, na Cidade de São Paulo.
- 21 de Julho - Celso Lafer é eleito para a cadeira 14 da Academia Brasileira de Letras.

## Mortes
| Data            | Nome                    | Profissão                       | Nacionalidade   | Observações | Ref |
| --------------- | ----------------------- | ------------------------------- | --------------- | ----------- | --- |
| 11 de Fevereiro | Álvaro Lapa             | artista plástico e escritor     | Portugal        | n. 1939     |     |
| 24 de Fevereiro | Octavia E. Butler       | escritora                       | Estados Unidos  | n. 1947     |     |
| 15 de Março     | Josué Montello          | escritor                        | Brasil          | n. 1917     |     |
| 27 de Março     | Stanislaw Lem           | escritor                        | Polónia         | n. 1921     |     |
| 30 de Abril     | Jean-François Revel     | filósofo, escritor e jornalista | França          | n. 1924     |     |
| 17 de Junho     | Bussunda                | humorista                       | Brasil          | n. 1962     |     |
| 25 de Junho     | António Cardoso         | escritor                        | Angola          | n. 1933     |     |
| 20 de Julho     | Gérard Oury             | escritor e cineasta             | França          | n. 1919     |     |
| 22 de julho     | Gianfrancesco Guarnieri | ator, dramaturgo e poeta        | Itália / Brasil | n. 1934     |     |
| 22 de Agosto    | Samech Yizhar           | escritor                        | Israel          | n. 1916     |     |
| 30 de Agosto    | Naguib Mahfouz          | escritor                        | Egito           | n.1911      |     |
| 11 de Setembro  | Joachim Fest            | escritor                        | Alemanha        | n. 1926     |     |
| 15 de Setembro  | Oriana Fallaci          | escritora e jornalista          | Itália          | n. 1929     |     |
| 1 de Novembro   | William Styron          | escritor                        | Estados Unidos  | n. 1925     |     |
| 10 de Novembro  | Jack Williamson         | escritor de ficção científica   | Estados Unidos  | m. 1908     |     |
| 26 de Novembro  | Mário Cesariny          | pintor e poeta                  | Portugal        | n. 1923     |     |
| 21 de Dezembro  | Philippa Pearce         | escritora                       | Inglaterra      | n. 1920     |     |

## Prémios literários
- Nobel de Literatura - Orhan Pamuk.
- Prémio Camões - José Luandino Vieira (recusou o prémio)[1]
- Prémio Machado de Assis - César Leal
- Prémio Hans Christian Andersen - Margaret Mahy
- Prémio de Poesia Daniel Faria - Catarina Nunes de Almeida com o livro "Prefloração"[2]